# Soberana Calibre 12
La Soberana Calibre 12 una escopeta de acción de bombeo fabricada en Venezuela por la industria bélica CAVIM.

## Descripción
La Soberana está compuesta por pasamano y culata de polímero y cantonera de goma, posee cañón y depósito tubular en acero y el cajón de mecanismos está fabricado con aluminio especial.
Puede llevar alza y punto de mira para una mejor precisión, además de poder reemplazarle la culata por un pistolete.

## Usos
Su uso es antimotín, policíal y seguridad, próximamente desplazará a las demás escopetas de importación.
Se puede manipular en áreas cerradas o de maniobras complejas.

## Específicaciones técnicas
- Calibre: .12
- Cañón: Acero A 115.
- Cajón de mecanismos: Aluminio 7015.
- Capacidad: 5 cartuchos.
- Longitud del cañón de cacería: 70 cm / 28"
- Peso: 2,7 kg

### Materiales
- Cañón: Acero al cromo-molibdeno, calidad militar. Acabado externo del cañón: fosfatado, cromado y pavonado.
- Cajón de mecanismos: Aluminio.
- Tratamiento superficial del cajón de mecanismos: aluminio anodizado, fosfatado
- Culata: Acero de alta presión, fosfatado.
- Miras: Tiro rampa.
- Seguro: Bloque de gatillo.
- Puntos de sujeción: Frontar y posterior para correa portafusil.